# دم‌کرکی راه‌راه
دم‌کرکی راه‌راه (نام علمی: Sarothrura affinis) نام یک گونه از سرده دم‌کرکی است.